# Christina Aguilera: The Xperience
Christina Aguilera: The Xperience es la primera residencia de conciertos de la cantante y compositora estadounidense Christina Aguilera, desarrollada en el Zappos Theater del casino Planet Hollywood Resort & Casino, en Las Vegas. Inició el 31 de mayo de 2019 y la última actuación prevé ser el 5 de octubre. Los conciertos son producidos por Live Nation Entertainment.
El nombre es un juego de palabras como el apodo de la cantante, Xtina. Aguilera anunció la residencia durante una entrevista en The Ellen DeGeneres Show, donde se mostró entusiasmada con esta nueva etapa de su carrera profesional.

## Antecedentes
Aguilera anunció la residencia durante su entrevista en  The Ellen DeGeneres Show , declarando: "He estado acumulando durante años estas ideas y conceptos, y llevo a la gente a este increíble viaje y utilizando la imaginación. [...] una experiencia teatral alucinante, canciones, bailes, visuales y mucha energía ininterrumpida. No puedo esperar para llevarte a la 'Xperience' ". Más tarde, en un  tuit, Aguilera lo describió como "un escape multisensorial a un mundo de magia y libertad total".
Aludiendo a que está inspirada en programas como Cirque du Soleil, Aguilera calificó la residencia de 'experiencia sensorial', "Hay ciertas cosas que puedes tocar a lo largo del show y cosas que vienen del techo. .] no solo un concierto, sino una oportunidad para que las personas se quiten las máscaras ". Calificando el espectáculo como "dramático y divertido", Aguilera dijo que usará Vegas como su "área de juegos" para aprovechar su propio arte. También dijo: "Invito a la gente a este carrusel gigantesco conmigo y le doy a la gente un espacio seguro, brindándome un sentido de libertad y un sentido de sí mismos".
El concierto ha sido descrito como un "extravagancia y espectáculo" que incluye canciones de su carrera. "Estamos haciendo algunas cosas interesantes con brillo y luces y muchos silvertones y formas angulosas; será un espectáculo bastante interesante [...] momentos en los que cada canción refleja un esquema de color estilizado monocromático". Aguilera dijo. Ella reveló el nombre de los diseñadores que trabajaron en los trajes para el show a Galore Magazine; incluyen Gareth Pugh y Bobby Abley.

## Repertorio
I Feel Love (intro)
1. Your Body
2. Not Myself Tonight
3. Genie in a Bottle
4. Reflection

Golden Queen (interlude)
1. Dirrty
2. Vanity
3. Express
4. Lady Marmalade

Fall in Line (interlude)
1. Can't Hold Us Down (contiene elementos de Boys Wanna Be Her)
2. Sick of Sittin'
3. Maria
4. Twice
5. I Love the Lord
6. What a Girl Wants
7. Come on Over Baby (All I Want Is You)

1. Ain't No Other Man

You Are What You Are (Beautiful) (interlude)
1. Say Something

Glam (interlude)
1. Candyman (contiene elementos de I Want Candy)
2. Woohoo/Elastic Love/Bionic

"Teleppathy" (Interlude)
1. Accelerate
2. Feel This Moment
3. Desnudate
4. Beautiful
5. Fighter
6. Let There Be Love

## Fechas
| Fecha                    | Asistencia     | Recaudación |
| Etapa 1                  | Etapa 1        | Etapa 1     |
| ------------------------ | -------------- | ----------- |
| 31 de mayo de 2019       | 3,267 / 3,932  | $594,304    |
| 1 de junio de 2019       | 2,911 / 4,008  | $521,282    |
| 5 de junio de 2019       | 8,463 / 11,776 | $1,328,862  |
| 7 de junio de 2019       | 8,463 / 11,776 | $1,328,862  |
| 8 de junio de 2019       | 8,463 / 11,776 | $1,328,862  |
| 13 de junio de 2019      | 7,371 / 8,438  | $1,122,436  |
| 15 de junio de 2019      | 7,371 / 8,438  | $1,122,436  |
| 16 de junio de 2019      | —              | —           |
| Etapa 2                  |                |             |
| 20 de septiembre de 2019 | —              | —           |
| 21 de septiembre de 2019 | —              | —           |
| 24 de septiembre de 2019 | —              | —           |
| 27 de septiembre de 2019 | —              | —           |
| 28 de septiembre de 2019 | —              | —           |
| 2 de octubre de 2019     | —              | —           |
| 4 de octubre de 2019     | —              | —           |
| 5 de octubre de 2019     | —              | —           |
| Total                    | —              | —           |